# Asplenium richardii
Asplenium richardii är en svartbräkenväxtart som först beskrevs av J. D. Hook., och fick sitt nu gällande namn av J. D. Hook. Asplenium richardii ingår i släktet Asplenium och familjen Aspleniaceae. Inga underarter finns listade.